# واریا
وارِیا (اسلوونیایی: Vareja) یک زیستگاه انسانی در اسلوونی است که در Lower Styria واقع شده‌است.

## خصوصیات
واریا ۴٫۰۲ کیلومترمربع مساحت و ۱۴۵ نفر جمعیت دارد و ۲۷۹٫۶ متر بالاتر از سطح دریا واقع شده‌است.